# Golden Slumbers
Golden Slumbers è un brano musicale dei Beatles inserito nel medley dell'LP Abbey Road.
La canzone inizia la progressione che porta alla fine dell'album ed è seguita da Carry That Weight. Le due canzoni sono state registrate insieme come un unico pezzo ed entrambe sono state scritte da Paul McCartney ma accreditate anche a Lennon.

## Descrizione
Golden Slumbers riprende alcuni versi di una ninna nanna contenuta nell'opera teatrale The Pleasant Comedy of Patient Grissill composta dal drammaturgo Thomas Dekker nel 1603. Paul McCartney adocchiò alcuni spartiti della filastrocca di Dekker nella casa di suo padre a Liverpool, lasciati su un pianoforte dalla sorellastra Ruth. Non capace a quel tempo di leggere la musica, rimase incantato dalle liriche e creò una propria melodia e un proprio arrangiamento. McCartney usa solo le prime quattro righe del poema originale, cambiando alcune parole.

### Registrazione
Paul McCartney fu il cantante principale. Inizia la canzone con un tono morbido appropriato per una ninna nanna, con il pianoforte, basso e un accompagnamento di archi. Iniziando con "Golden slumbers fill your eyes", si aggiunge la batteria e Paul McCartney passa a un tono di voce più forte, entrambi i quali sottolineano il passaggio al ritornello. McCartney disse: «Mi ricordo di aver cercato di metterci una parte cantata molto forte, perché era un tema molto delicato, perciò lavorai sulla robustezza del canto, e finì che mi piacque moltissimo».
La prima registrazione di Golden Slumbers/Carry That Weight ebbe luogo il 2 luglio 1969. John Lennon non era presente; era rimasto ferito in un incidente automobilistico in Scozia, il giorno 1º luglio 1969, e stette ricoverato fino al 6 luglio, e la sua parte vocale venne aggiunta nella seduta del 31 luglio 1969. Il 15 agosto furono effettuate delle sovraincisioni orchestrali per Golden Slumbers e altri quattro brani del Medley di Abbey Road.

## Formazione
- Paul McCartney - Voce, pianoforte
- George Harrison - Basso
- Ringo Starr - Batteria
- George Martin - Arrangiamento
- Altri - Dodici violini, quattro viole, quattro violoncelli, contrabbasso, quattro corni, tre trombe, trombone, trombone basso